# Jules Dupré

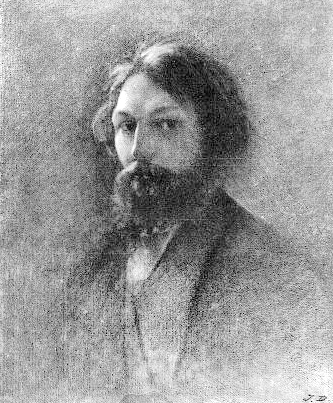

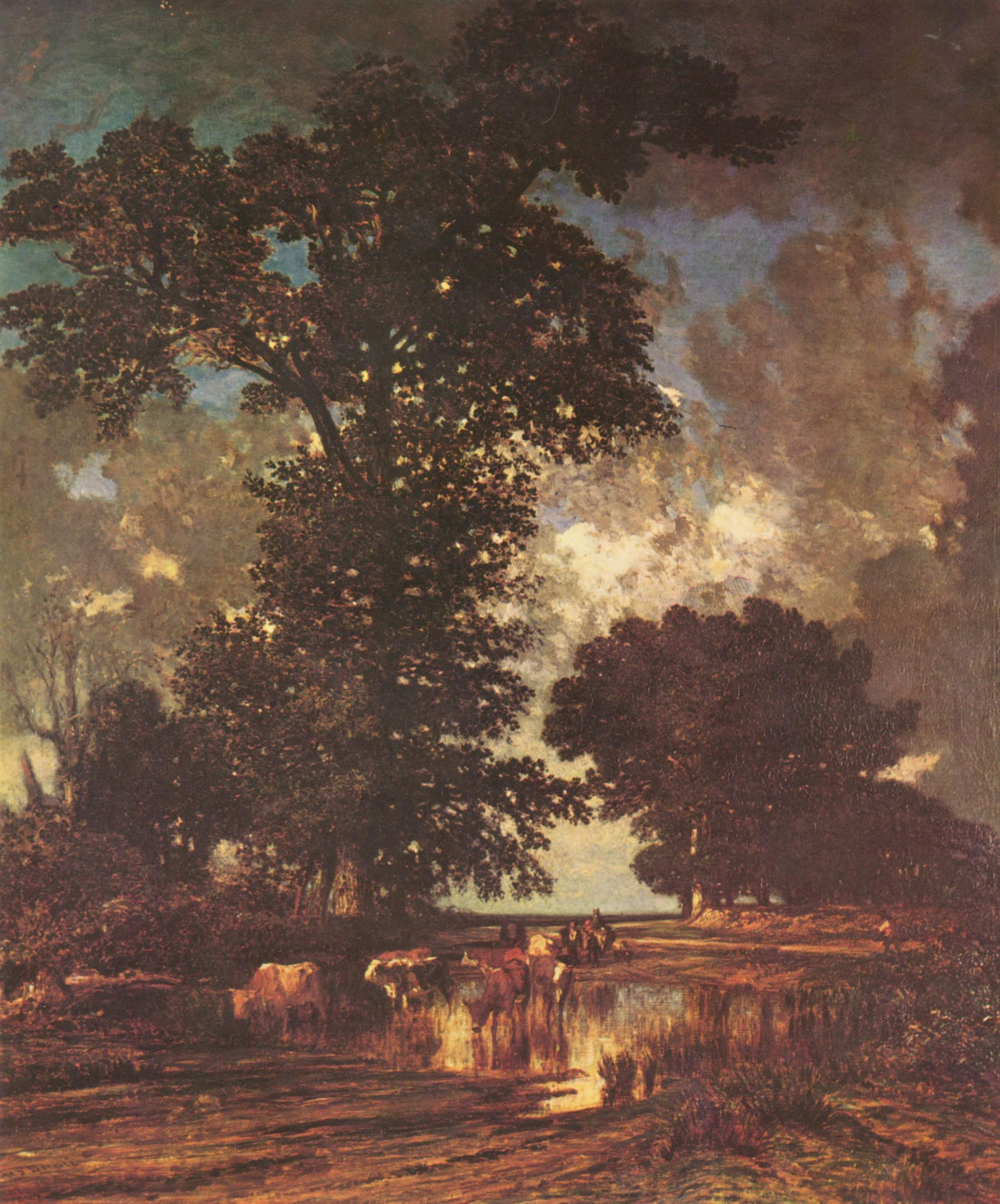
Los robles del estanque, Musée d'Orsay.

Jules Dupré fue un pintor francés nacido en Nantes en 1812 y fallecido en 1889. Estuvo en relación, aunque sólo episódicamente, con la Escuela de Barbizon integrada por pintores paisajistas y tuvo una relación fraternal, y en ocasiones tempestuosa, con Theodore Rousseau. 

## Biografía
Hijo de un fabricante de porcelana comenzó su carrera trabajando para su padre en la decoración de porcelanas. En 1821 se trasladó a París, donde trabajó para su tío, fabricante de porcelanas de Sèvres, que daba trabajo a Narciso Díaz de la Peña y Louis Cabat, con quien llegaría a tener una estrecha amistad. Estudió posteriormente con el paisajista Jean-Marie Diébolt, hasta que Cabat le convenció de abandonar la cerámica para dedicarse a la pintura de paisaje a pleno aire.
En 1831 expuso por primera vez en el Salón y marchó a Inglaterra donde estudió la pintura de Constable, que ejercerá una notable influencia sobre su obra posterior. En 1832 se reunió con Cabat en Berry y un año más tarde obtuvo una medalla de segunda clase en el Salón como pintor de género. Viajó luego a Normandía y al Departamento de Indra, entrando en contacto con los pintores de la Escuela de Barbizón y de la Escuela de Crozant, establecida en las proximidades de la residencia de George Sand, con quien mantuvo al parecer relaciones sentimentales. Hizo un intento de crear un salón independiente sin jurado, y en 1848 fue condecorado con la Legión de Honor, enfrentándole a Rousseau que no la recibió. 
Finalmente se instaló en L'Isle-Adam consagrándose a la pintura de sus paisajes desolados y sus modestas casas campesinas. Hélène Quantinet, que había sido su alumna y su amante durante varios años, murió en 1857. En 1860, se casó con Stéphanie-Augustine Moreau en Champagne-sur-Oise, con quien ya tenía dos hijos, Juliette-Ernestine (1859-1948), futura esposa del arquitecto Louis Henri Georges Scellier de Gisors, y Jules (1860-?); el tercer hijo, Maurice, nació en 1865.
En 1860 comenzó a pasar las vacaciones en Cayeux-sur-Mere junto a Jean-François Millet. En 1881 el Estado le compró Le Matin y Le Soir para el Musée du Luxembourg de París, y en 1889 fue promovido a comendador de la Legión de Honor. No recuperándose de una operación quirúrgica necesaria por la enfermedad de piedra que padecía, murió de una embolia pulmonar en L'Isle-Adam en 1889. Durante su entierro en el cementerio de L'Isle-Adam12, Gustave Larroumet, Director de Bellas Artes, pronunció su elogio: “Nunca hizo un sacrificio al gusto del día, al deseo de éxito, al amor a la ganancia. El artista se duplicó, con esta naturaleza, como un hombre honesto, delicado y orgulloso”. El 30 de enero de 1890 su familia procedió a la venta, por parte del subastador Paul Chevallier (el catálogo fue elaborado por el galerista Georges Petit), de su taller y de su colección. La recaudación ascendió a 208.660 francos. Su casa en L'Isle-Adam fue demolida en 1900.
El color de Dupré es sonoro y resonante; sus temas preferidos son los paisajes sometidos a efectos dramáticos a la puesta del sol o cubiertos por nubes de tormenta, junto a las marinas tempestuosas, algunas de las cuales pintó bajo la influencia de Gustave Courbet. Vincent van Gogh, con quien probablemente no llegase a coincidir nunca, mostró su admiración por la pintura de Dupré, en la que veía encarnada el alma del romanticismo.

## Viajes
Fue a Inglaterra en 1834 para estudiar a John Constable, el maestro del paisaje inglés, que influiría profundamente en su obra. Durante el Salón de 1835, Eugène Delacroix lo felicitó por la calidad de sus cielos. Recibe en su casa a muchos artistas como Ary Scheffer o Antoine-Louis Barye.
Frecuenta Barbizon con Rousseau; juntos, en 1844, pasaron cinco meses en las Landas (Tartas, Peyrehorade y sobre todo Bégaar), estuvieron de excursión en los Pirineos (Oloron, Saint-Jean-Pied-de-Port, Bayona).
“Como paisajista serio, Jules Dupré viaja por Francia en busca del motivo absoluto”, relatan Hélène Braeuener y Bénédicte Pradié Ottinger. También viaja por Normandía y por Indre, donde participa con muchos otros pintores en la Escuela Crozant de los valles de Creuse. Se instaló en L'Isle-Adam en 1850, que sólo abandonó para ir a París y a la costa de Normandía.

## Veranos en Cayeux
En general, pintó paisajes rurales con cielos atormentados, pero también series de paisajes marinos influenciados por Gustave Courbet durante sus estancias en Cayeux-sur-Mer (adquirió una casa allí en 1865), a veces, notablemente en 1868, en compañía de Jean-François Millet. De hecho, pasaba todos los veranos en Cayeux, estancia que en 1870 amplió hasta abril de 1871, luego se unió su alumno Auguste Boulard, para escapar de la ocupación de Isle-Adam por las tropas alemanas. “Encuentra en Cayeux, dice Pierre Miquel, un ambiente que corresponde a la tristeza de su alma. Se esforzará por sacar de él los aspectos más desolados, la mayoría de las veces en estos cielos sombríos; en estas amenazas del mar y del temporal conjurado, uno se siente como una imagen fiel de su desesperación”. 

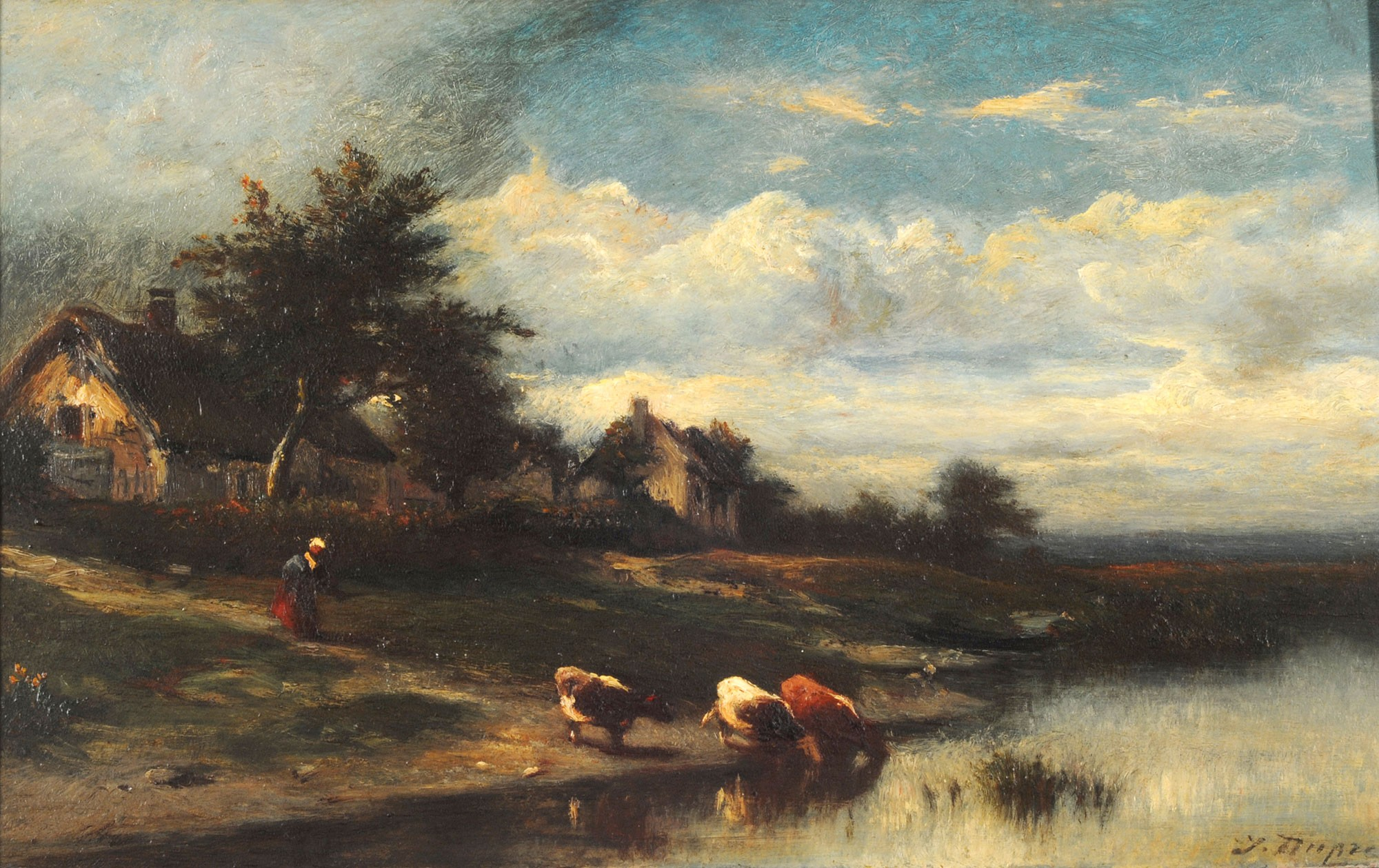
A orillas del Río